# Bueskydning ved Island Games 2017
Bueskydning ved Island Games 2017 blev afholdt i Rävhagen, Visby, Gotland, Sverige i juni 2017. Færøerne vandt bueskydningskonkurrencen med 7 guld, 1 sølv og 6 bronzemedaljer.

## Oversigt over medaljer
Forklaring:
     Værtslandet/øen fremhæves med lavendelblåt

### Medaljeoversigt
| Placering | Land           | Guld | Sølv | Bronze | Total |
| --------- | -------------- | ---- | ---- | ------ | ----- |
| 1         | Færøerne       | 7    | 1    | 6      | 14    |
| 2         | Guernsey       | 3    | 8    | 2      | 13    |
| 3         | Gotland        | 1    | 2    | 1      | 3     |
| 4         | Åland          | 1    | 1    | 1      | 3     |
| 5         | Menorca        | 1    | 1    | 0      | 2     |
| 6         | Jersey         | 1    | 0    | 2      | 3     |
| 7         | Bermuda        | 0    | 1    | 0      | 1     |
| =8        | Falklandsøerne | 0    | 0    | 1      | 1     |
| =8        | Isle of Man    | 0    | 0    | 1      | 1     |
| Total     | Total          | 14   | 14   | 14     | 42    |

## Resultater

### Mænd
| Kapping           | Guld                          | Sølv                                | Bronze                              |
| ----------------- | ----------------------------- | ----------------------------------- | ----------------------------------- |
| Single recurve    | Oddmar Nielsen (FRO)          | Jason Le Page (GGY)                 | Absalon Sandy Harryson Hansen (FRO) |
| Recurve knockout  | Borja Goñalons Meca (Minorca) | Absalon Sandy Harryson Hansen (FRO) | Oddmar Nielsen (FRO)                |
| Single compound   | Roger Sandelin (Gotland)      | Micael Lerberg (Gotland)            | Jógvan Niclasen (FRO)               |
| Compound knockout | Albert Elias Dam (FRO)        | Roger Sandelin (Gotland)            | Nikkel Petersen (FRO)               |

### Kvinder
| Konkurrence       | Guld                       | Sølv                    | Bronze                     |
| ----------------- | -------------------------- | ----------------------- | -------------------------- |
| Single recurve    | Lisa Gray (GGY)            | Chantelle Goubert (GGY) | Saana-Maria Sinisalo (ALA) |
| Recurve knockout  | Saana-Maria Sinisalo (ALA) | Lisa Gray (GGY)         | Chantelle Goubert (GGY)    |
| Single compound   | Anja Eydnudóttir (FRO)     | Gen Witham (GGY)        | Zoe Gray (GGY)             |
| Compound knockout | Anja Eydnudóttir (FRO)     | Zoe Gray (GGY)          | Angela Perrett (JEY)       |

### Hold
| Konkurrence       | Guld     | Sølv        | Bronze      |
| ----------------- | -------- | ----------- | ----------- |
| Single recurve    | Guernsey | Ålandsøerne | Færøerne    |
| Recurve knockout  | Jersey   | Menorca     | Færøerne    |
| Single compound   | Færøerne | Guernsey    | Gotland     |
| Compound knockout | Færøerne | Guernsey    | Isle of Man |

### Blandet
| Konkurrence       | Guld     | Sølv     | Bronze         |
| ----------------- | -------- | -------- | -------------- |
| Recurve knockout  | Guernsey | Bermuda  | Falklandsøerne |
| Compound knockout | Færøerne | Guernsey | Jersey         |